# تشارلز ويليام مورو
تشارلز ويليام مورو هو قاضي ومحامي وسياسي كندي، ولد في 24 يوليو 1897 في كندا، وتوفي في 16 مارس 1980 في فيرنون في كندا.